# Пахинские Выселки
Пахинские Выселки — поселок в Белёвском районе Тульской области в составе Левобережного сельского поселения. Население - 14 человек (2021).

## География
Находится в юго-западной части Тульской области на расстоянии приблизительно 1 км на запад по прямой от города Белёв, административного центра района.

## История
В 1926 году здесь было учтено 12 дворов, в конце 1930-х годов — 18.

## Население
Постоянное население составляло 97 человек (1926 год), 22 (русские 82 %) в 2002 году.
| 2010 |
| ---- |
| 11   |